# Anosia ismareola
Anosia ismareola är en fjärilsart som beskrevs av Butler 1866. Anosia ismareola ingår i släktet Anosia och familjen praktfjärilar. Inga underarter finns listade i Catalogue of Life.